# تپه اله اکبر
تپه اله اکبر در شهرستان قزوین، بخش مرکزی، روستای اسماعیل‌آباد واقع شده و این اثر در تاریخ ۲۵ اسفند ۱۳۸۰ با شمارهٔ ثبت ۵۵۸۸ به‌عنوان یکی از آثار ملی ایران به ثبت رسیده است.